# Liga okręgowa (grupa szczecińska)
Liga okręgowa (grupa szczecińska) – jedna z dwóch grup ligi okręgowej (odpowiednika V lig) istniejącej w latach 2003-2018 na terenie województwa zachodniopomorskiego. W sezonie w latach 2003-2008 był to V, natomiast w latach 2008-2018 VI szczebel rozgrywkowy.

## Historia
W sezonie 2003/2004 wydzielono w podokręgu szczecińskim 1 grupę V ligi. Do sezonu 2006/2007 włącznie była to jedyna grupa V ligi na terenie województwa zachodniopomorskiego, dopiero w następnym sezonie wydzielono takową grupę również w podokręgu koszalińskim. Sezon 2007/2008 był sezonem przejściowym, który przygotowywał do reformy rozgrywek. W jej wyniku V liga stała się VI szczeblem rozgrywkowym.
W sezonie 2011/2012 V liga zmieniła nazwę na liga okręgowa i istniała pod taką nazwą do sezonu 2017/2018, który był ostatnim sezonem ligi okręgowej w województwie zachodniopomorskim. W sezonie 2018/2019 zaczęło obowiązywać nowe, ujednolicone zgodnie z zaleceniami PZPN-u, nazewnictwo.

## Zwycięzcy i drużyny awansujące
| Sezon     | Zwycięzca                      | Pozostałe drużyny awansujące                  | Źródło |
| --------- | ------------------------------ | --------------------------------------------- | ------ |
| 2017/2018 | Chemik Police                  | Błękitni II Stargard                          | [ 2 ]  |
| 2016/2017 | Morzycko Moryń                 | Rega Trzebiatów                               | [ 3 ]  |
| 2015/2016 | Energetyk Gryfino              | Sparta Węgorzyno                              | [ 4 ]  |
| 2014/2015 | Piast Chociwel                 | Jeziorak Załom                                | [ 5 ]  |
| 2013/2014 | Odra Chojna                    | Osadnik Myślibórz                             | [ 6 ]  |
| 2012/2013 | Odrzanka Radziszewo            | Świt Szczecin                                 | [ 7 ]  |
| 2011/2012 | Arkonia Szczecin               | Kłos Pełczyce                                 | [ 8 ]  |
| 2010/2011 | Pogoń II Szczecin              | Stal Szczecin                                 | [ 9 ]  |
| 2009/2010 | Kluczevia Stargard Szczeciński | Odra Chojna                                   | [ 10 ] |
| 2008/2009 | Sarmata Dobra                  | brak                                          | [ 11 ] |
| 2007/2008 | Hutnik Szczecin                | Vineta Wolin, Piast Chociwel                  | [ 12 ] |
| 2006/2007 | Dąb Dębno                      | Piast Choszczno                               | [ 13 ] |
| 2005/2006 | Sokół Pyrzyce                  | Stal Szczecin, Kluczevia Stargard Szczeciński | [ 14 ] |
| 2004/2005 | Piast Choszczno                | Gryf Kamień Pomorski, GKS Mierzyn             | [ 15 ] |
| 2003/2004 | Dąb Dębno                      | Stal Szczecin, Energetyk Gryfino              | [ 16 ] |